# Kong Asgers Høj

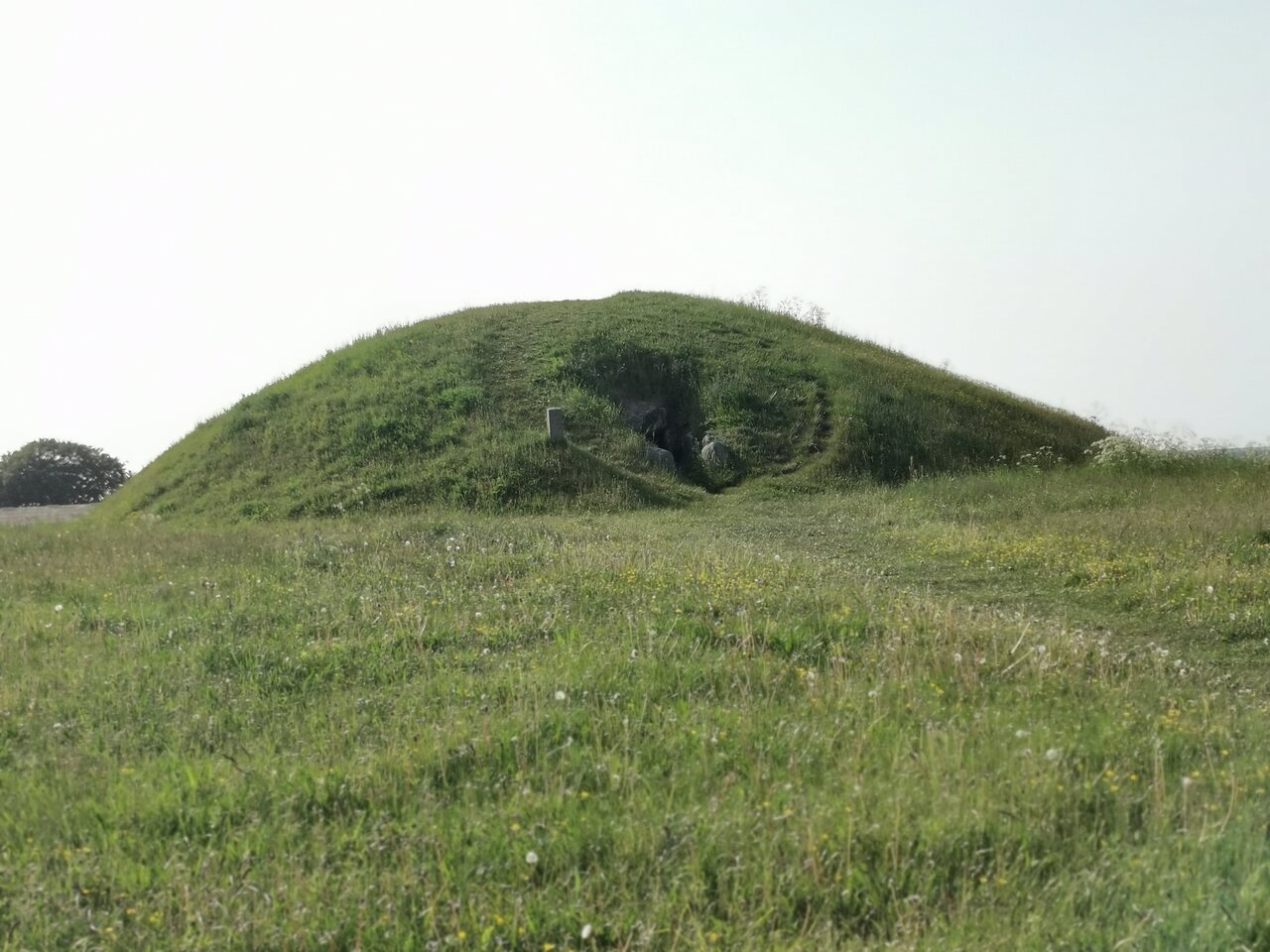
Grobowiec Kong Asgers Høj na wyspie Møn (Dania)

Kong Asgers Høj – duży grobowiec korytarzowy na wyspie Møn w Danii, datowany na neolit i związany z kulturą pucharów lejkowatych. Składa się z komory o długości 10 m i szerokości 2 m oraz korytarza o długości 7,5 m. Grobowce tego typu są typowe dla Danii, Niemiec, Skandynawii, a sporadycznie występują we Francji i Holandii.

## Odkrycie grobowca

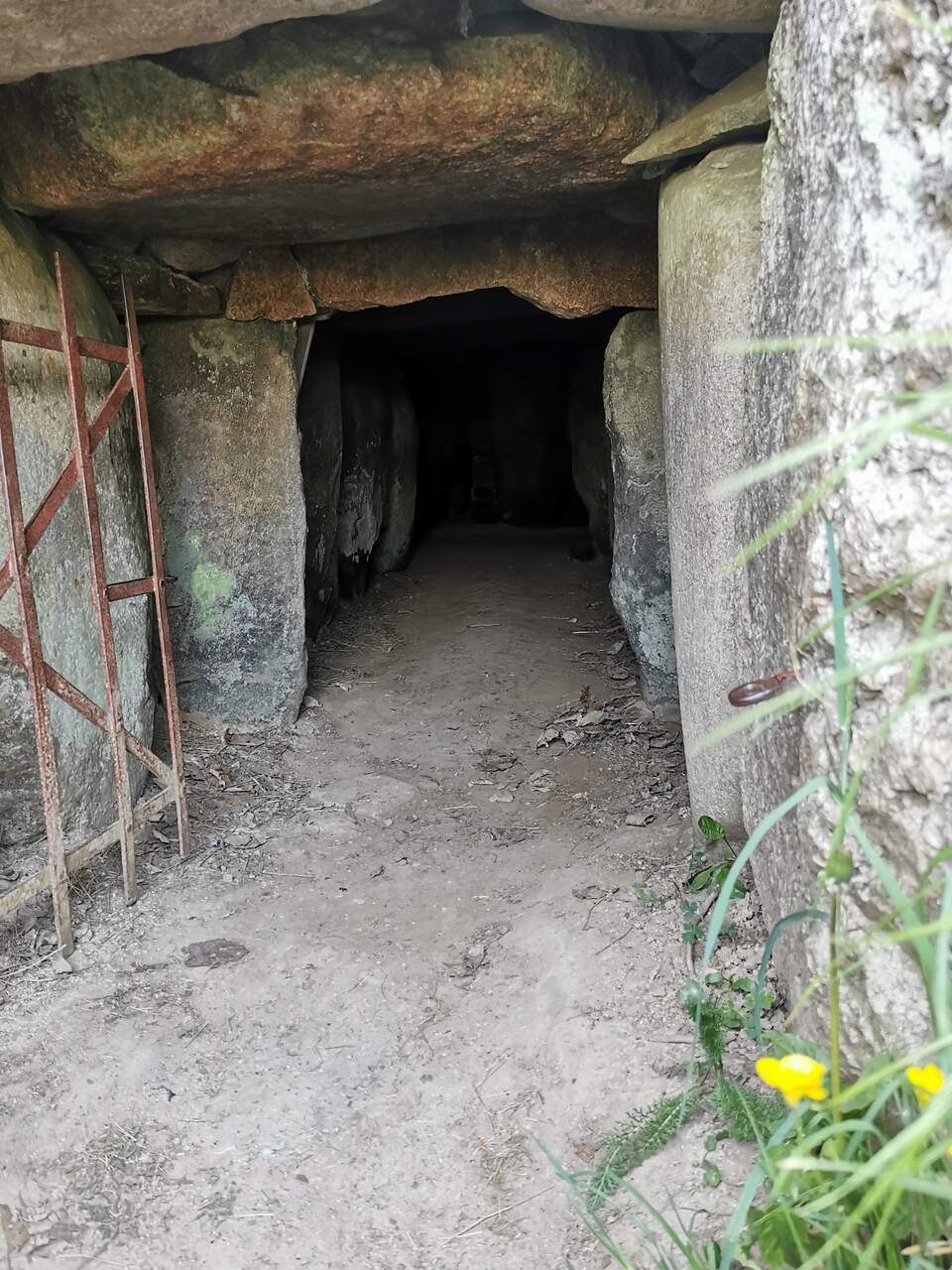
Wejście do grobowca Kong Asgers Høj (Dania)

Pierwsze badania Kong Asgers Høj przeprowadzono w 1839 roku, kiedy to kupiec Gustav Hage z Møn przeprowadził poszukiwania skarbów. Mimo ograniczonych znalezisk, takich jak topór bojowy z kamienia, kilka odłamków krzemienia oraz fragmenty szkieletów, miejsce to dostarczyło cennych informacji o neolicie i kulturze pucharów lejkowatych, datowanych na około 3200 r. p.n.e.

## Budowa grobowca
Kong Asgers Høj charakteryzuje się długim, kamiennym korytarzem prowadzącym do głównej komory grobowej, która jest jedną z największych w kraju, o wymiarach 10 × 2 metry. Grobowiec jest zbudowany z 19 niosących kamieni, które wspierają 7 ogromnych płyt, tworzących sufit komory. Detale konstrukcyjne, takie jak tørmuren („suchy mur”) między masywnymi kamieniami ścian czy użycie płaskich kamiennych płytek do wypełniania przestrzeni między kamieniami, świadczą o zaawansowanej technice budowlanej neolitu.

## Znaczenie kulturowe i ochrona
Kong Asgers Høj jest nie tylko świadectwem imponujących umiejętności konstrukcyjnych i religijnych przekonań społeczności neolitycznej, ale także ważnym elementem dziedzictwa kulturowego Danii. Grobowiec został objęty ochroną w 1861 roku i jest jednym z 38 zachowanych i chronionych grobowców na Møn, co stanowi część szerokiego dziedzictwa archeologicznego regionu, obejmującego łącznie 119 grobowców z epoki kamienia.